# Limé
Limé ist eine französische Gemeinde mit 191 Einwohnern (Stand: 1. Januar 2022) im Département Aisne in der Region Hauts-de-France (frühere Region: Picardie). Sie gehört zum Arrondissement Soissons und zum Kanton Fère-en-Tardenois.

## Geographie
Die Gemeinde Limé liegt rund 17 Kilometer ostsüdöstlich von Soissons am linken Ufer der Vesle, eines linken Zuflusses der Aisne südlich der Route nationale 31 (Europastraße 46). Zur Gemeinde gehört die Häusergruppe La Croix Blanche. Nachbargemeinden von Limé sind Braine und Courcelles-sur-Vesle im Norden, Paars im Osten, Quincy-sous-le-Mont im Süden, Lesges im Südwesten sowie Cerseuil im Westen.

## Geschichte
Auf dem Gemeindegebiet wurden Bestattungen aus der La-Tène-Zeit gefunden, ebenso Reste einer gallorömischen Villa.

### Bevölkerungsentwicklung
| Jahr      | 1962 | 1968 | 1975 | 1982 | 1990 | 1999 | 2010 | 2018 |
| Einwohner | 218  | 219  | 178  | 141  | 155  | 153  | 188  | 188  |

## Sehenswürdigkeiten
- Herrenhaus Ferme d’Applincourt aus dem 15. Jahrhundert, 1927 als Monument historique eingetragen (Base Mérimée PA00115788)
- im August 1918 kriegszerstörte und 1928 bis 1929 nach Plänen des Architekten Julien Barbier mit einem Gewölbe aus armiertem Zement wieder aufgebaute Kirche Saint-Rémi, 2007 als Monument historique eingetragen (Base Mérimée PA02000068)
- seit 2002 restauriertes und als Beherbergungsbetrieb genutztes Schloss aus dem 16. und 17. Jahrhundert
- Vicus von Ancy

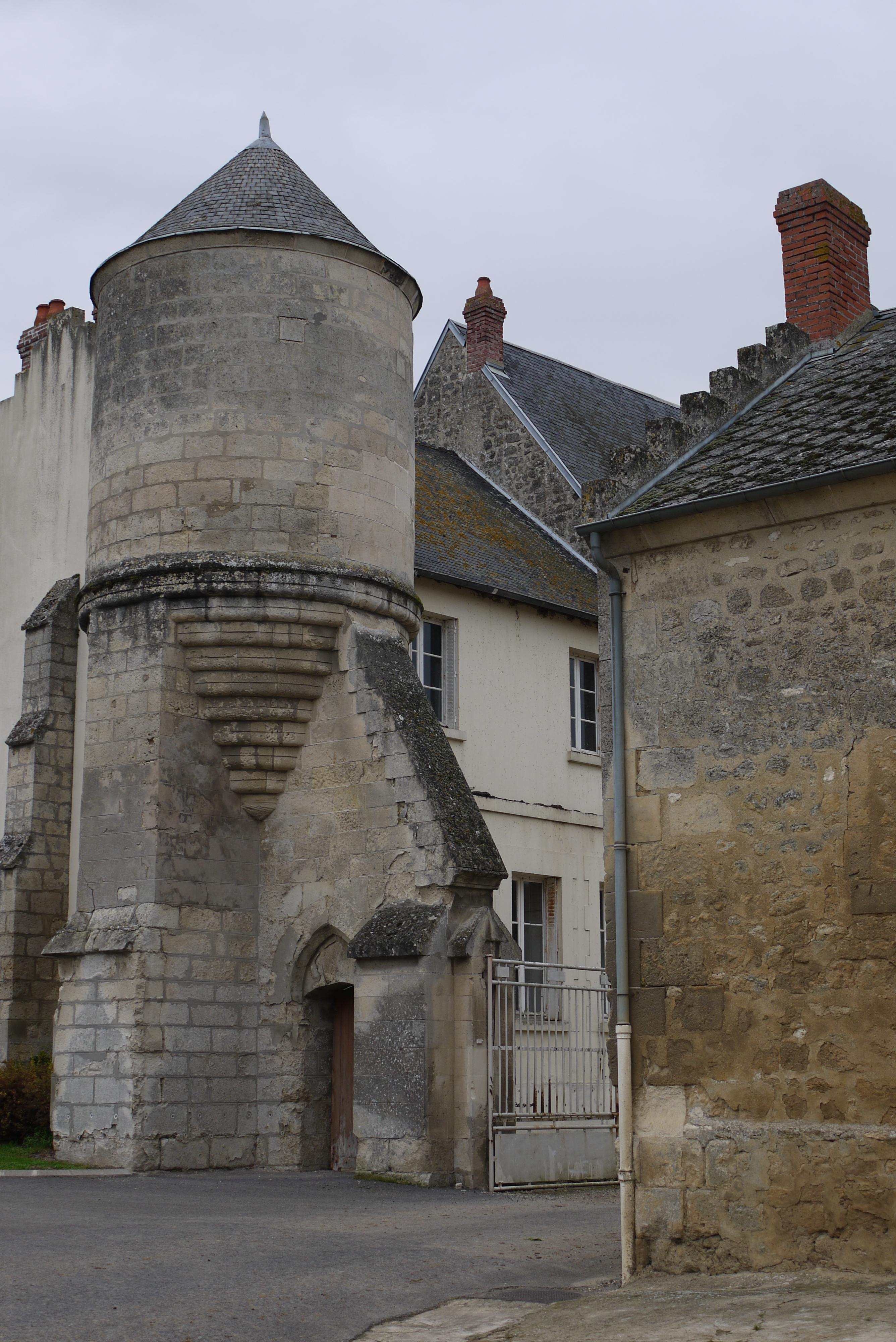
Ferme d’Applincourt
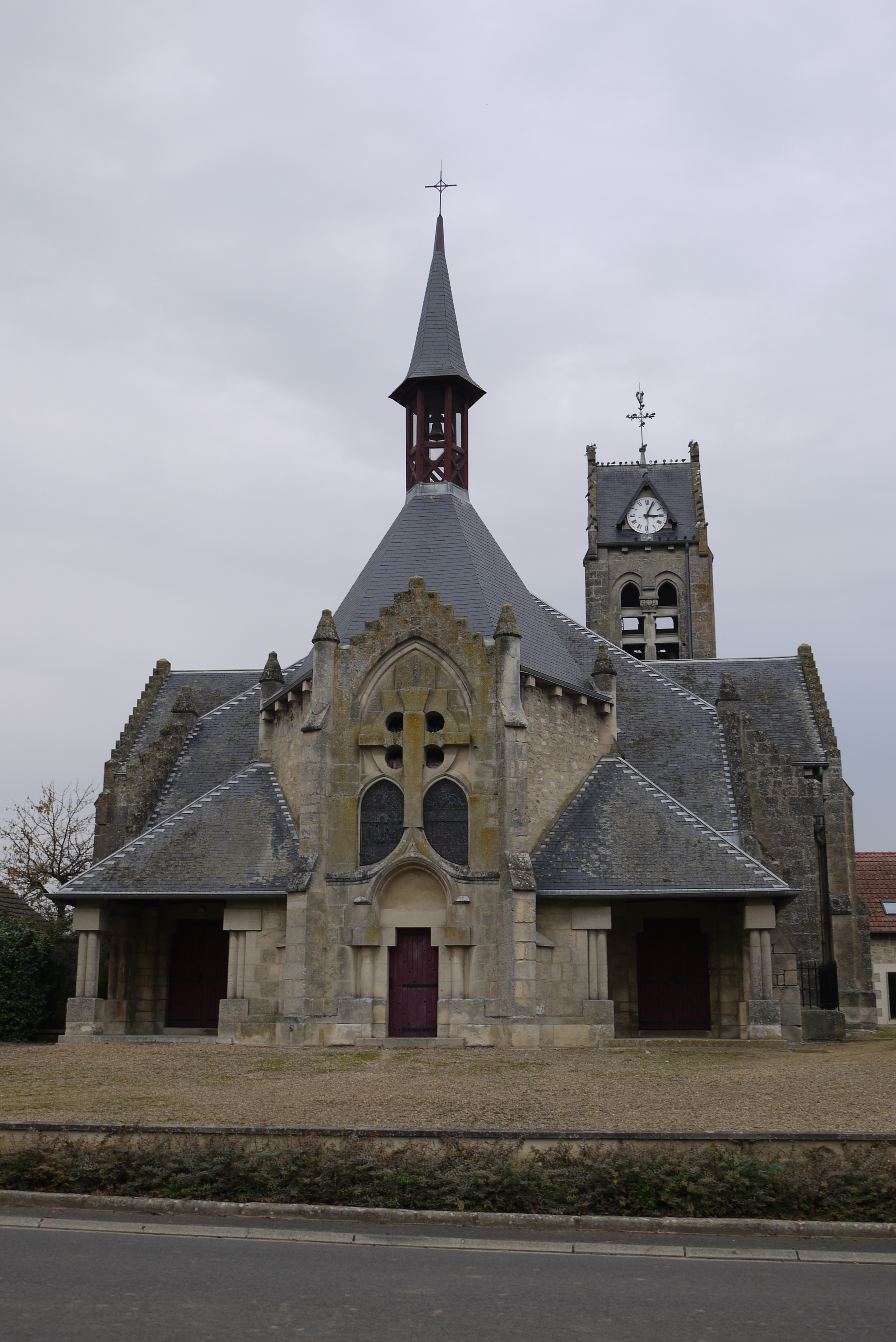
Kirche Saint-Rémi
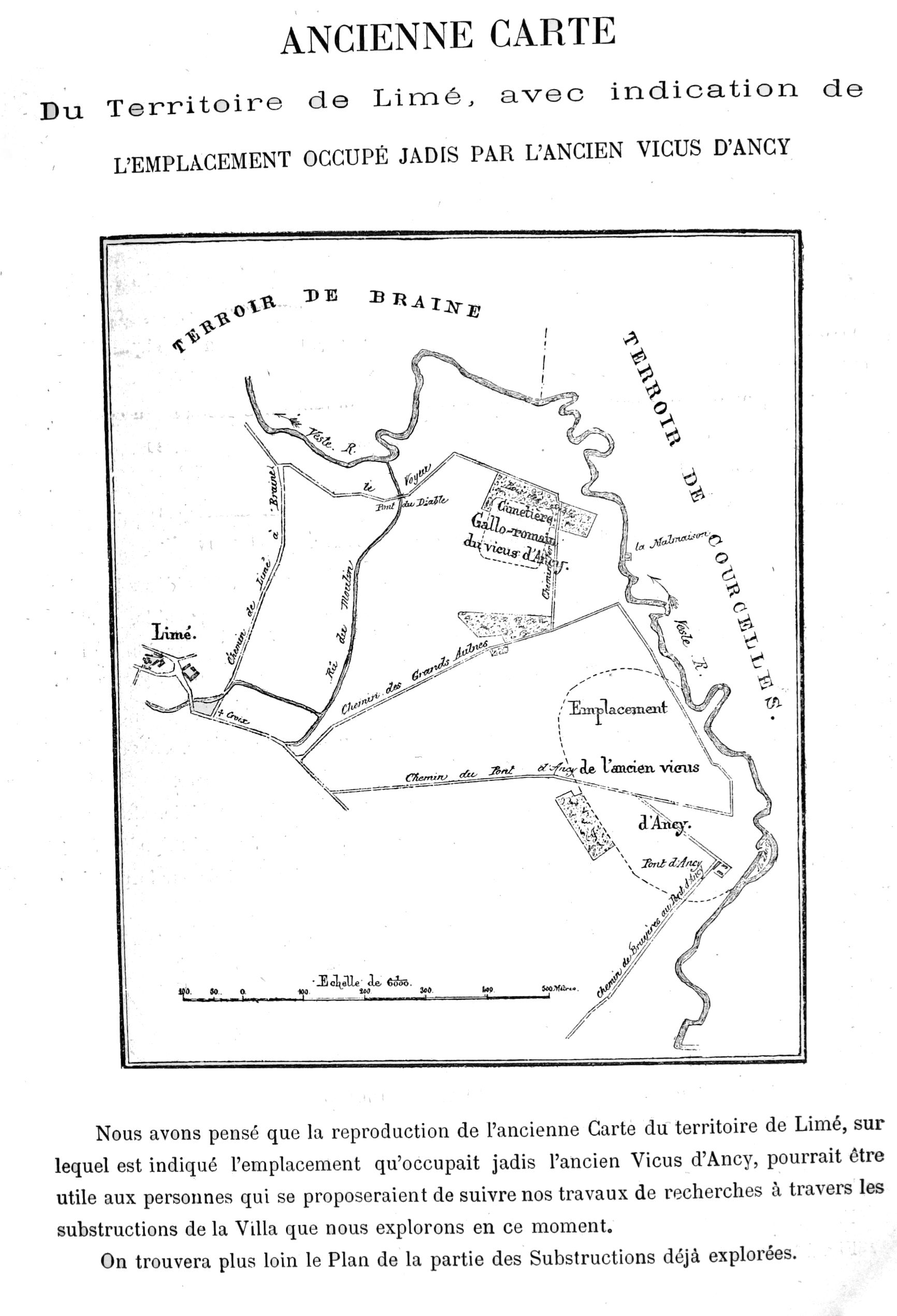
Plan des Vicus von Ancy